# Gare de Thenon
La gare de Thenon est une gare ferroviaire française de la ligne de Coutras à Tulle, située sur le territoire de la commune de Thenon, dans le département de la Dordogne en région Nouvelle-Aquitaine.
Elle est mise en service en 1860 par la Compagnie du chemin de fer de Paris à Orléans (PO). C'est une halte ferroviaire de la Société nationale des chemins de fer français (SNCF), desservie par des trains TER Nouvelle-Aquitaine.

## Situation ferroviaire
Établie à 194 m d'altitude, la gare de Thenon est située au point kilométrique (PK) 108,855 de la ligne de Coutras à Tulle, entre les gares ouvertes de Limeyrat et de La Bachellerie.

## Histoire
La station de Thenon est mise en service le 17 septembre 1860 par la Compagnie du chemin de fer de Paris à Orléans (PO), lorsqu'elle ouvre la section de Périgueux à Brive.
La recette annuelle de la gare de « Thenon » est de 130 653 francs en 1881 et de 105 418 francs en 1882.

## Fréquentation
La fréquentation de la gare est détaillée dans le tableau ci-dessous :
|           | 2015  | 2016  | 2017   | 2018   | 2019   | 2020  | 2021   | 2022   | 2023   |
| --------- | ----- | ----- | ------ | ------ | ------ | ----- | ------ | ------ | ------ |
| Voyageurs | 6 226 | 8 756 | 10 371 | 10 981 | 14 887 | 9 160 | 14 104 | 20 318 | 22 300 |

## Service des voyageurs

### Accueil
Halte SNCF, c'est un point d'arrêt non géré (PANG), à entrée libre.

### Desserte
Thenon est desservie par des trains TER Nouvelle-Aquitaine qui effectuent des missions entre les gares de Bordeaux-Saint-Jean ou de Périgueux et de Brive-la-Gaillarde.

### Intermodalité
Le stationnement des véhicules est possible à proximité.

## Galerie de photos

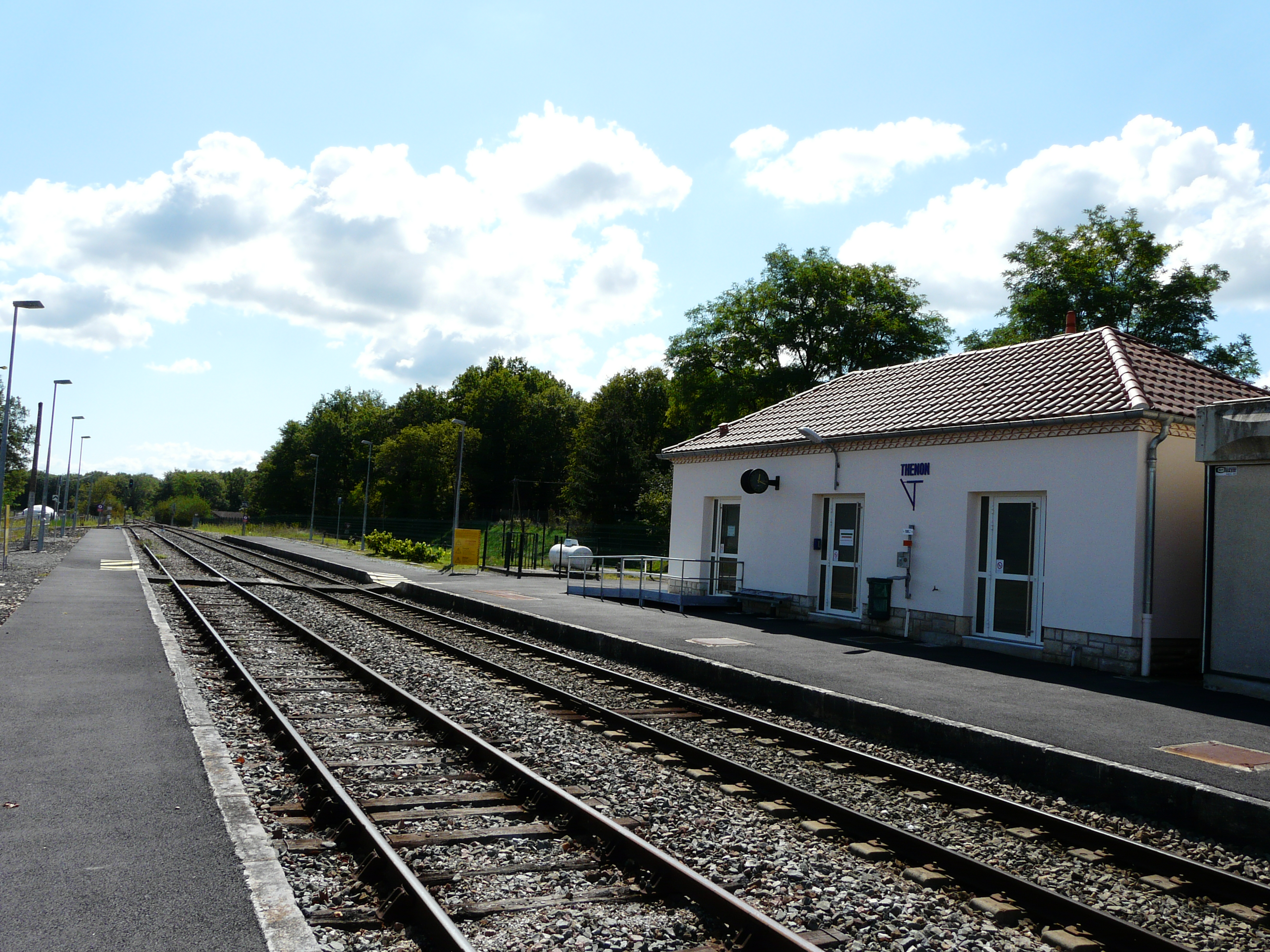
Les voies en direction de Brive en 2015...
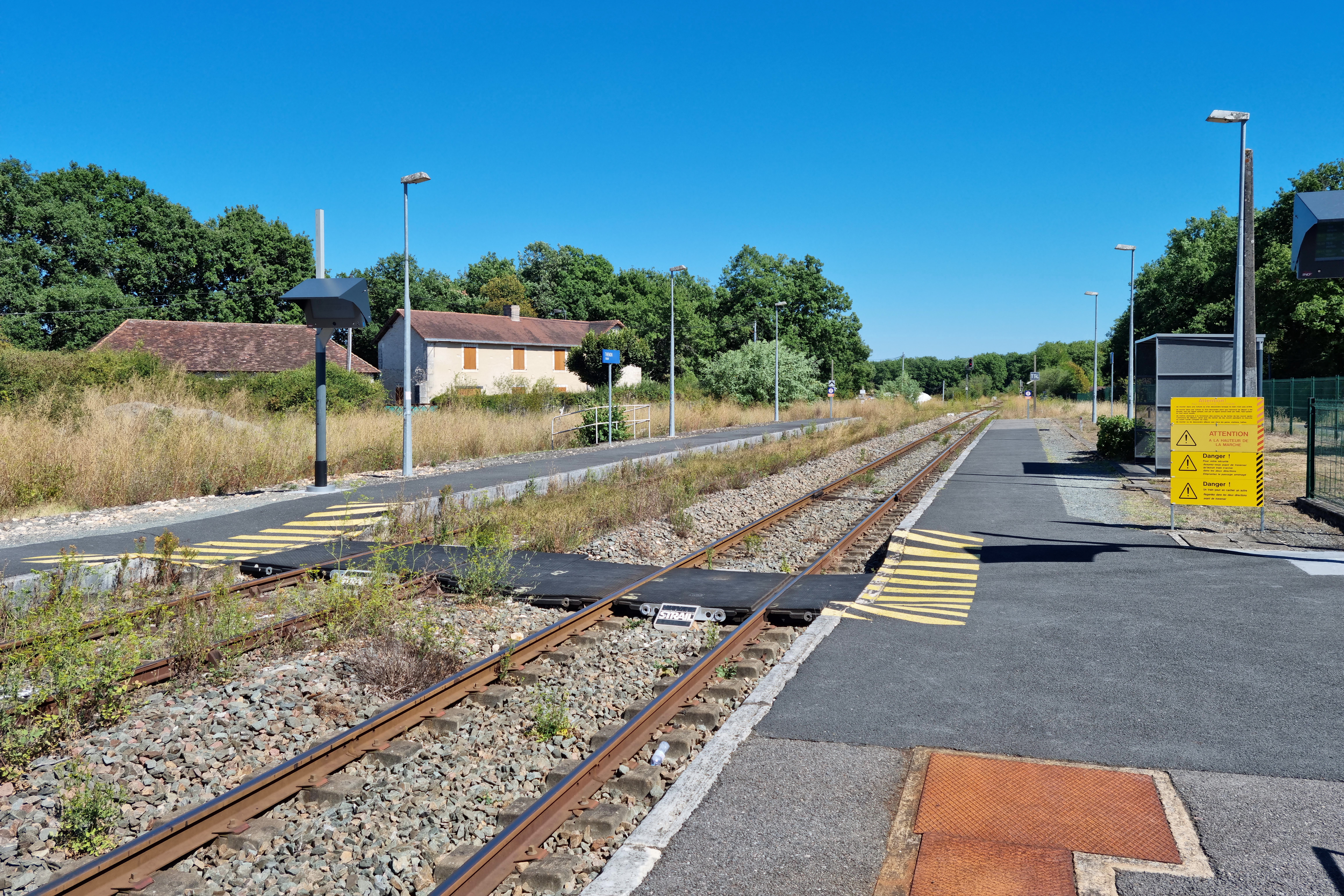
... et en 2022.
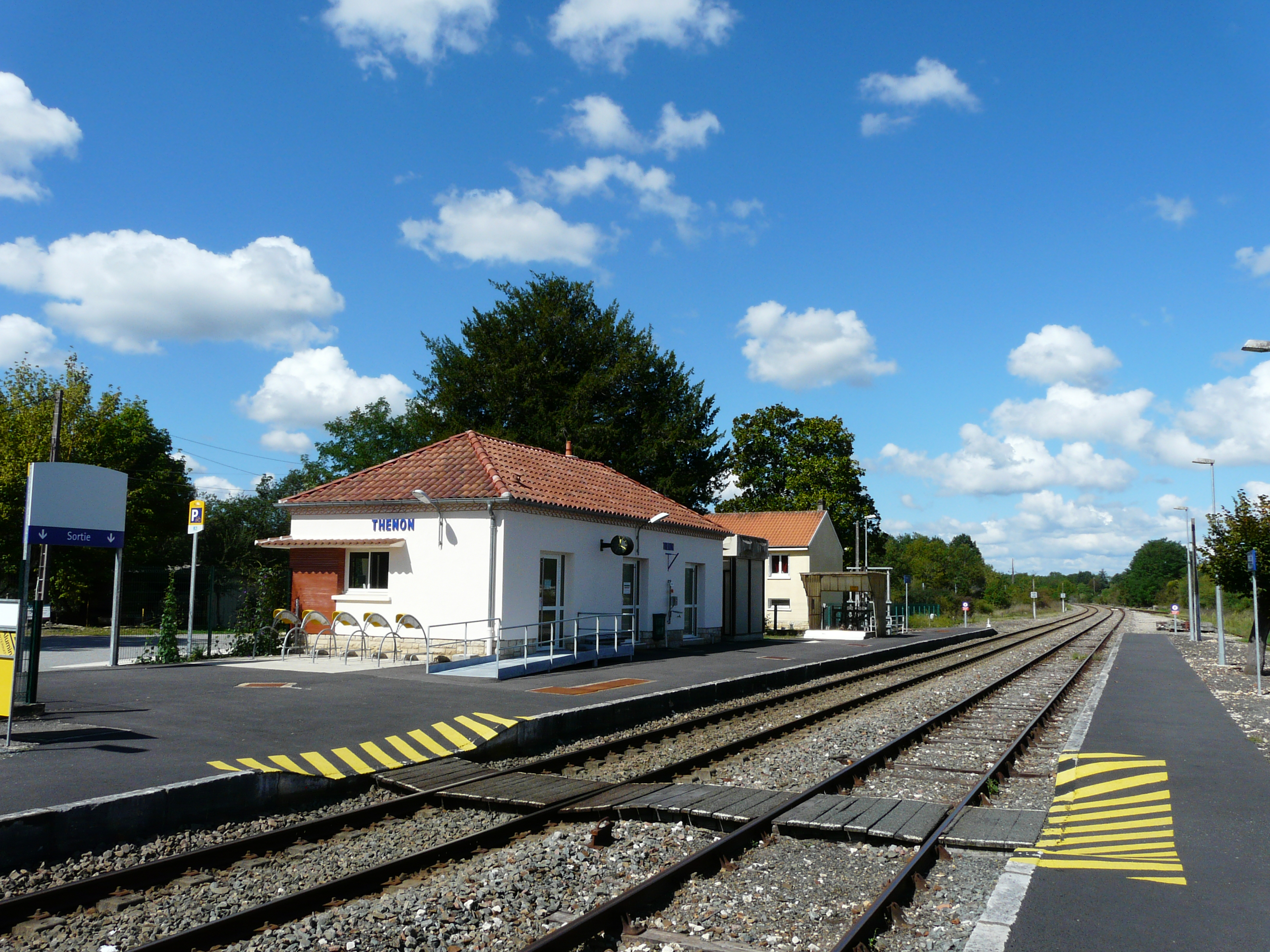
Les voies en direction de Périgueux.
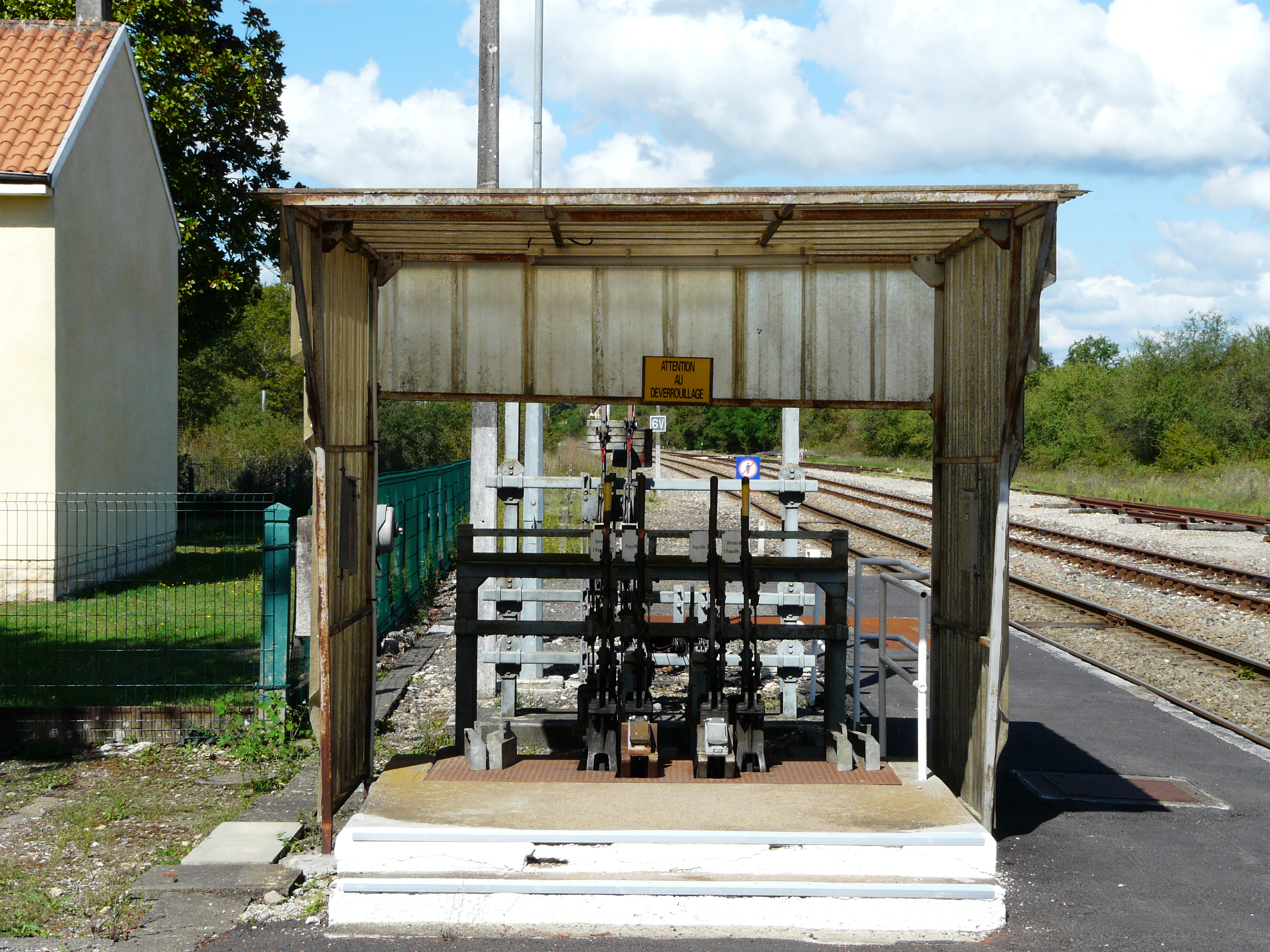
Poste d'aiguillage.